# Ida McKinley
Ida Saxton McKinley (Canton, 8 de junio de 1847–Canton, 26 de mayo de 1907) fue la esposa del presidente William McKinley y primera dama de los Estados Unidos de 1897 a 1901.

## Matrimonio y primeros años

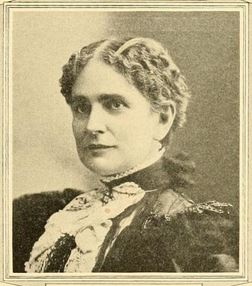
Ida Saxton McKinley en 1895.

Ida Saxton nació en Canton, Ohio, la hija mayor de James Saxton, banquero prominente de Canton, y Katherine DeWalt. Su abuelo, John Saxton, fundó en 1815 The Repository, el primer periódico de la ciudad y todavía el único. Licenciada del Brook Hall Seminary, una escuela en Media, Pensilvania, Ida era refinada, encantadora, y sorprendentemente atractiva cuando conoció a William "Bill" McKinley en un pícnic en 1867. El cortejo no empezó hasta después de que ella regresara de un Grand Tour por Europa en 1869. Mientras estuvo soltera, trabajó por un tiempo como cajera en el banco de su padre, una posición entonces normalmente reservada para hombres.
William McKinley, de 27 años, se casó con Ida Saxton, de 23, el 25 de enero de 1871, en la First Presbyterian Church en Canton, entonces todavía en construcción. Después de la boda, oficiada por el reverendo E. Buckingham y el Dr. reverendo Endsley, la pareja ofreció una recepción en la casa de los padres de la novia y partieron a un viaje de bodas al este.

## Enfermedad
Poseedora de un temperamento frágil, nervioso, la señora McKinley se derrumbó con la pérdida de su madre y dos pequeñas hijas en un corto espacio de tiempo. Desarrolló epilepsia y se volvió totalmente dependiente de su marido. Sus ataques a veces ocurrieron en público; tuvo uno en el baile de gala para celebrar el nombramiento de McKinley como gobernador de Ohio. A pesar de quedar incapacitada para el resto de su vida, se mantenía ocupada con su afición, ganchillando zapatillas, haciendo regalos de literalmente miles de pares a amigos, conocidos y organizaciones de caridad, las cuales subastarían pares por grandes sumas.
A menudo tomaba láudano, barbitúricos y otros sedantes debido a su condición.

## Hijas
Los McKinley tuvieron dos hijas. Ambas murieron en la niñez. Eran Katherine "Katie " McKinley (1871–1875) e Ida McKinley (abril de 1873–agosto de 1873).

### Katherine McKinley

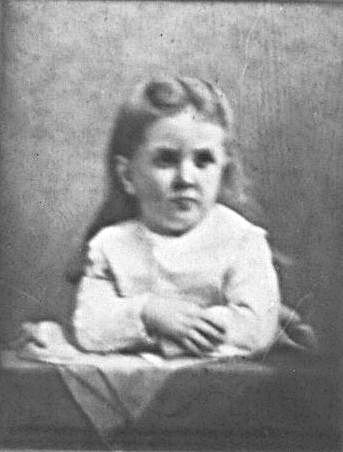
El retrato de Katie que colgaba en la pared de la casa de los McKinley.

Katie nació el día de Navidad de 1871, mientras su padre era todavía abogado en Canton, Ohio. Sus padres la adoraban, siendo el centro de su universo y la niña de los ojos de William. A cambio, ella le adoraba. Ida le daba todo su amor y atención hasta el nacimiento de su segunda hija en la primavera de 1873. Debido a que la madre de Ida murió dos semanas antes del nacimiento, la niña fue nombrada Ida como ellas también, pero nació débil y enfermiza muriendo cuatro meses más tarde.
Ida terriblemente afligida, creía que Dios la castigó matando a su hija. Reclamó de William y Katie exhibiciones constantes de amor y afecto. Quedó tan profundamente afectada que desarrolló flebitis y epilepsia y temía desesperadamente la pérdida también de su primogénita, Katie. Ida se pasaba horas de día en una habitación oscurecida con Katie en brazos, dándole besos y llorando. El hermano de William, Abner, encontró una vez a Katie balanceándose en una puerta del jardín de su casa y la invitó a ir dar un paseo con él. La niña le respondió que "si [ella] salía del patio, Dios castigaría  a [su] mamá un poco más".
En junio de 1875, Katie enfermó de fiebre tifoidea y murió unos días después. Fue inicialmente enterrada en el West Lawn Cemetery de Canton, pero, el 10 de octubre de 1907, tanto Katie como su hermana menor Ida fueron exhumadas y reenterradas en la pared del norte del McKinley National Memorial. En el mismo día, los cuerpos de Ida y William fueron reenterrados en el mismo lugar.
Ida quedó definitivamente destrozada cuando Katie murió. La relación entre ella y William empeoró seriamente. No obstante, McKinley respondió a los males de su mujer con devoción y amor. Por el resto de su vida, Ida mantuvo un cuadro de Katie en la pared de su dormitorio.

## Primera dama de los Estados Unidos

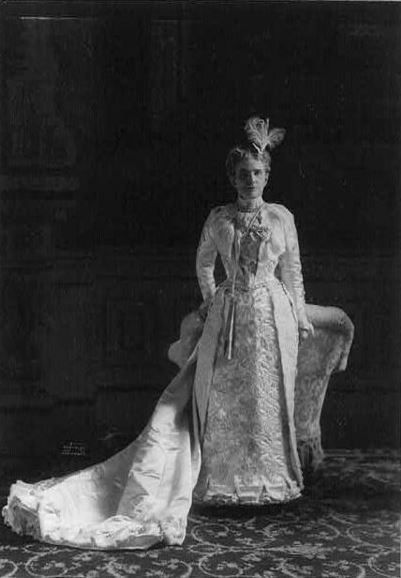
Ida McKinley en una fotografía oficial como primera dama.

El presidente McKinley tuvo mucho cuidado en adaptarse a su condición. En una ruptura de las tradiciones, él insistió en que durante las cenas de estado su esposa se sentara a su lado y no al otro extremo de la mesa. Al recibir cartas, solo ella permanecía sentada. Muchas de las tareas sociales de la primera dama fueron asumidas por Mrs. Jennie Tuttle Hobart, esposa del vicepresidente Garret Hobart. Los invitados notaron que cada vez que la señora McKinley estaba a punto de sufrir un ataque, el presidente colocaba suavemente una servilleta o un pañuelo sobre su rostro para ocultar sus rasgos contorsionados. Cuando pasaba, lo retiraba y reanudaba lo que estaba haciendo como si nada hubiera pasado.
La devota atención y amorosa paciencia del presidente fueron la comidilla en la capital. "El presidente McKinley lo ha puesto muy difícil para los demás esposos en Washington", remarcó el senador Mark Hanna.

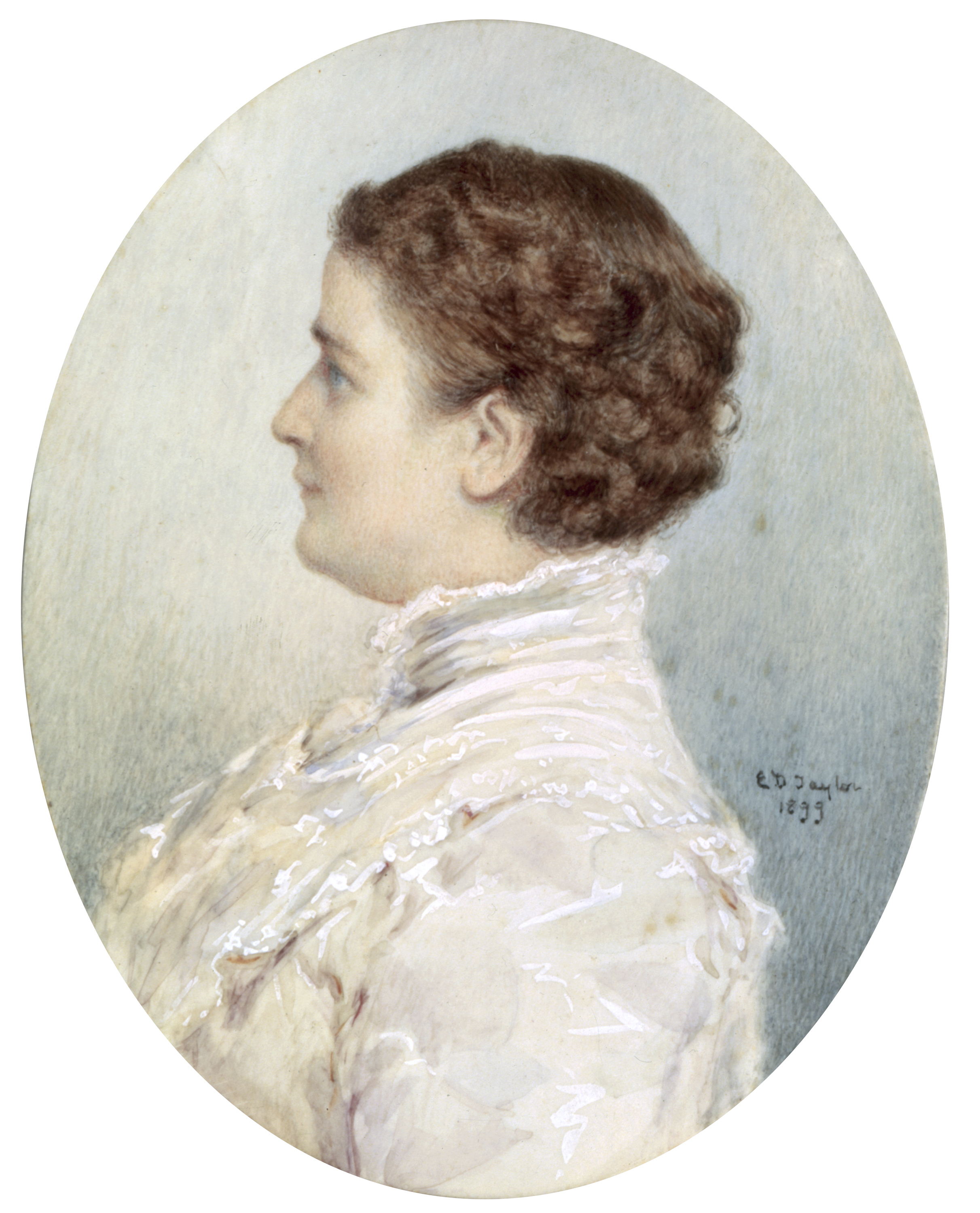
Ida Saxton McKinley, retrato oficial en la Casa Blanca.

La primera dama a menudo viajaba con el presidente. La señora McKinley viajó a California con el presidente en mayo de 1901, pero se puso enferma en San Francisco por lo que la visita prevista por el Noroeste fue cancelada. También le acompañó a Búfalo, Nueva York en septiembre de aquel año cuando fue asesinado, pero no estuvo presente en el tiroteo.
Con el asesinato de su marido por Leon Czolgosz en Búfalo, Nueva York en septiembre de 1901, la señora McKinley perdió la voluntad de vivir. A pesar de que se portó bien en los días entre el tiroteo y la muerte del presidente, no fue capaz de asistir al funeral. Con la salud deteriorada se retiró a la seguridad de su casa y recuerdos en Canton. Fue cuidada por su hermana menor. El presidente permaneció enterrado en el Werts Receiving Vault en el West Lawn Cemetery hasta que su mausoleo fue construido. Ida lo visitaba diariamente hasta su propia muerte. Sobrevivió a su esposo menos de seis años, muriendo el 26 de mayo de 1907. Fue enterrada junto a él y sus dos hijas en el McKinley Memorial Mausoleum de Canton.

## Asesinato de su hermano George Saxton
Tres años antes del asesinato de su marido, el único hermano de Ida, el bien conocido playboy soltero George DeWalt Saxton (1850–1898), fue asesinado. La modista Anna "Annie" E. Ehrhart George fue acusada del crimen y juzgada del 2 al 24 de abril de 1899.
Tras nueve años de cortejar a la señora George y seis años más de disfrutar de su relación, Saxton había solicitado y financiado que su amante se divorciase de su marido, Sample C. George, quien, en 1892, había demandado a Saxton en la Corte Suprema por "enajenación de afectos", y había llegado a un acuerdo por 1 850 dólares más los costes legales (después de volver a casarse discretamente con Lucy Graham), pero George Saxton más tarde rechazó su conquista. Al no lograr demandar con éxito a Saxton por incumplimiento de promesa, la ex señora George fue acusada de dispararle fatalmente cuando se acercaba a la casa de otra mujer, un acto con el que ella había amenazado repetidamente.
Ni los Saxton ni la familia McKinley asistieron al juicio. Los medios de comunicación defendieron su caso; la señora George alegó defensa propia y fue absuelta de asesinato en primer grado por un jurado. Nadie más fue acusado nunca del crimen. La señora George se casó más tarde con el Dr. Arthur Cornelius Ridout, supuestamente alcohólico y jugador, cuya muerte al colgarse de una lámpara de araña fue declarada suicidio.

## Legado

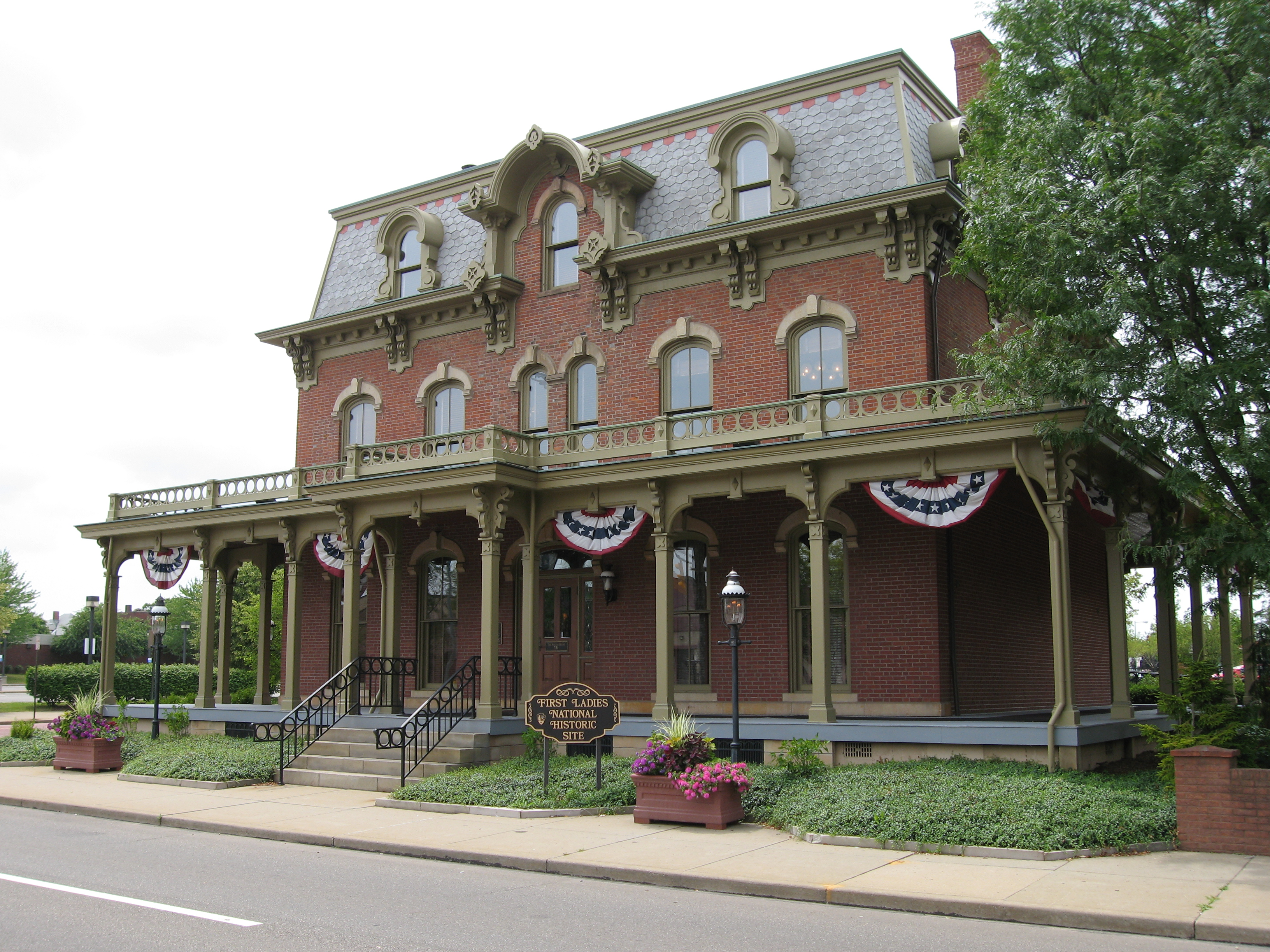
La Saxton House, antigua casa de Ida Saxton McKinley, que en la actualidad forma parte de First Ladies National Historic Site.

La casa de la niñez de Ida, la Saxton House, se ha conservado en Market Avenue, en Canton. Además de criarse en ella, Ida y su marido también vivieron allí de 1878 a 1891, el período durante el cual el futuro presidente McKinley formó parte del Congreso de Representantes de Ohio. La casa fue restaurada recuperando su esplendor victoriano y pasó a formar parte del First Ladies National Historic Site desde su dedicación en 1998.